# ワリド・レグラギ
ワリド・レグラギ（フランス語: Hoalid Regragui / Walid Regragui、アラビア語: وليد الركراكي、ベルベル語: ⵡⴰⵍⵉⴷ ⵔⵔⴳⵔⴰⴳⵉ、1975年9月23日 - ）は、フランス・コルベイユ＝エソンヌ出身のモロッコの元サッカー選手、現サッカー指導者。モロッコ代表の監督を務めている。元モロッコ代表。現役時代のポジションはDF（サイドバック）。

## 経歴
フランスのコルベイユ＝エソンヌで生まれた。モロッコ系フランス人として二重国籍を持ち、モロッコ代表でのプレーを選択。監督を始める前の2年間はモロッコ代表のアシスタントコーチを経験し、その後は様々なクラブチームでタイトルを獲得。そうした中で、2022 FIFAワールドカップの3か月前に前任のヴァイッド・ハリルホジッチが解任されてモロッコ代表の監督に就任。同大会においてモロッコ代表を堅守速攻の元にアフリカ勢として初のベスト4に導く。これはアラブ勢としても初の快挙である。
準々決勝までの5試合で計1失点。まずは守りを固めて0-0の時間を長くし、カウンターで好機をうかがう。そんな堅守速攻で強豪をなぎ倒してきた。
「君たちはポゼッションにどれだけの夢を見ているんだ⁉︎ならば保持率60％以上で勝ち点1獲得にすればいい……私たちは勝つためにここにいるのであり、ポゼッションをするためじゃないんだ」「ポゼッションは鍵ではない」等と話す様に、ボール保持にはこだわらない。ボール支配率は決勝トーナメント1回戦のスペイン戦が21%、準々決勝のポルトガル戦が23%。だが、準決勝のフランス戦は51%。先制されてボールを「持たされる」形になり、逆に相手にカウンターを狙われる等、持たされる側になった時の戦い方に課題がある。

## 代表歴

### 試合数
- 国際Aマッチ 45試合 0得点（2001年-2009年）[8]

| モロッコ代表 | 国際Aマッチ | 国際Aマッチ |
| 年           | 出場        | 得点        |
| ------------ | ----------- | ----------- |
| 2001         | 7           | 0           |
| 2002         | 1           | 0           |
| 2003         | 9           | 0           |
| 2004         | 8           | 0           |
| 2005         | 7           | 0           |
| 2006         | 11          | 0           |
| 2007         | 0           | 0           |
| 2008         | 0           | 0           |
| 2009         | 2           | 0           |
| 通算         | 45          | 0           |

## 監督成績
2022年12月18日現在
| FUS                      | 2014年6月1日  | 2020年1月22日 | 234 | 95  | 84 | 55 | 040.60 |
| アル・ドゥハイル         | 2020年1月22日 | 2020年10月3日 | 20  | 13  | 1  | 6  | 065.00 |
| ウィダード・カサブランカ | 2021年8月10日 | 2022年7月29日 | 48  | 31  | 10 | 7  | 064.58 |
| モロッコ                 | 2022年8月31日 |               | 10  | 5   | 3  | 2  | 050.00 |
| 合計                     | 合計          | 合計          | 312 | 144 | 98 | 70 | 046.15 |

## タイトル

### 選手時代
ACアジャクシオ
- リーグ・ドゥ：2001-2002

モロッコ代表
- アフリカネイションズカップ準優勝：2004

### 指導者時代
FUS
- ボトラ：2015-2016
- モロッコ・スローン・カップ（英語版）：2013-2014

アル・ドゥハイルSC
- カタール・スターズリーグ：2019-2020

ウィダード・カサブランカ
- ボトラ：2021-2022
- CAFチャンピオンズリーグ：2021-2022